# Auriglobus modestus
Auriglobus modestus е вид лъчеперка от семейство Tetraodontidae. Видът не е застрашен от изчезване.

## Разпространение
Разпространен е във Виетнам, Индонезия (Калимантан и Суматра), Камбоджа, Лаос, Малайзия (Западна Малайзия и Сабах) и Тайланд.

## Описание
На дължина достигат до 10,6 cm.
Популацията на вида е стабилна.